# خط طول 91° غرب
خط طول 91° غرب هو أحد خطوط الطول الجغرافية، والتي تمتد من القطب الشمالي الجغرافي إلى القطب الجنوبي الجغرافي، وحسب التحويل الزمني يتأخر خط طول 91° غرب عن خط غرينتش بـ6 ساعة و4 دقيقة.

## من القطب إلى القطب
ينطلق خط طول 91° غرب من القطب الشمالي نحو القطب الجنوبي مرورا بالمناطق التي ترد في الجدول التالي:
| الإحداثيات                         | البلد أو الإقليم أو البحر | ملاحظات |
| ---------------------------------- | ------------------------- | --- |
| 90°0′N 91°0′W / 90.000°N 91.000°W  | المحيط المتجمد الشمالي    | |
| 81°49′N 91°0′W / 81.817°N 91.000°W | كندا                      | نونافوت — جزيرة إليسمير |
| 81°32′N 91°0′W / 81.533°N 91.000°W | Nansen Sound              | |
| 80°43′N 91°0′W / 80.717°N 91.000°W | كندا                      | نونافوت — جزيرة أكسل هايبرغ |
| 78°8′N 91°0′W / 78.133°N 91.000°W  | Norwegian Bay             | |
| 77°38′N 91°0′W / 77.633°N 91.000°W | كندا                      | نونافوت — جزيرة غراهام (نونافوت) and جزيرة بكنغهام |
| 77°8′N 91°0′W / 77.133°N 91.000°W  | Norwegian Bay             | |
| 76°39′N 91°0′W / 76.650°N 91.000°W | كندا                      | نونافوت — جزيرة ديفون |
| 74°42′N 91°0′W / 74.700°N 91.000°W | Parry Channel             | Barrow Strait |
| 74°0′N 91°0′W / 74.000°N 91.000°W  | كندا                      | نونافوت — Somerset Island |
| 73°27′N 91°0′W / 73.450°N 91.000°W | Prince Regent Inlet       | |
| 71°30′N 91°0′W / 71.500°N 91.000°W | خليج بوتيا                | |
| 69°37′N 91°0′W / 69.617°N 91.000°W | كندا                      | نونافوت — mainland |
| 62°56′N 91°0′W / 62.933°N 91.000°W | خليج هدسون                | |
| 62°40′N 91°0′W / 62.667°N 91.000°W | كندا                      | نونافوت — Marble Island |
| 62°39′N 91°0′W / 62.650°N 91.000°W | خليج هدسون                | |
| 57°16′N 91°0′W / 57.267°N 91.000°W | كندا                      | مانيتوبا أونتاريو — from 55°35′N 91°0′W / 55.583°N 91.000°W |
| 48°12′N 91°0′W / 48.200°N 91.000°W | الولايات المتحدة          | مينيسوتا |
| 47°28′N 91°0′W / 47.467°N 91.000°W | بحيرة سوبيريور            | |
| 46°55′N 91°0′W / 46.917°N 91.000°W | الولايات المتحدة          | ويسكونسن آيوا — from 42°43′N 91°0′W / 42.717°N 91.000°W إلينوي — from 41°26′N 91°0′W / 41.433°N 91.000°W Iowa — from 41°9′N 91°0′W / 41.150°N 91.000°W Illinois — from 40°53′N 91°0′W / 40.883°N 91.000°W ميزوري — from 39°25′N 91°0′W / 39.417°N 91.000°W أركنساس — from 36°30′N 91°0′W / 36.500°N 91.000°W مسيسيبي — from 33°58′N 91°0′W / 33.967°N 91.000°W Arkansas — for about 2 km from 33°47′N 91°0′W / 33.783°N 91.000°W on Beulah Island Number 74 Mississippi — from 33°46′N 91°0′W / 33.767°N 91.000°W لويزيانا — from 32°26′N 91°0′W / 32.433°N 91.000°W Mississippi — for about 4 km from 32°23′N 91°0′W / 32.383°N 91.000°W Louisiana — from 32°21′N 91°0′W / 32.350°N 91.000°W Mississippi — from 32°11′N 91°0′W / 32.183°N 91.000°W Louisiana — from 31°0′N 91°0′W / 31.000°N 91.000°W |
| 29°10′N 91°0′W / 29.167°N 91.000°W | خليج المكسيك              | |
| 19°7′N 91°0′W / 19.117°N 91.000°W  | المكسيك                   | ولاية كامبيتشي تاباسكو — from 17°57′N 91°0′W / 17.950°N 91.000°W, mostly running roughly parallel to the border with غواتيمالا, which is about 2 km further east |
| 17°15′N 91°0′W / 17.250°N 91.000°W | غواتيمالا                 | |
| 16°53′N 91°0′W / 16.883°N 91.000°W | المكسيك                   | تشياباس |
| 16°4′N 91°0′W / 16.067°N 91.000°W  | غواتيمالا                 | |
| 13°55′N 91°0′W / 13.917°N 91.000°W | المحيط الهادئ             | Passing just west of جزيرة بينتا, أرخبيل غالاباغوس, الإكوادور (at 0°36′N 90°47′W / 0.600°N 90.783°W) · Passing just west of جزيرة سانتياغو, أرخبيل غالاباغوس, الإكوادور (at 0°15′S 90°52′W / 0.250°S 90.867°W) |
| 0°23′S 91°0′W / 0.383°S 91.000°W   | الإكوادور                 | جزيرة إيزابيلا, أرخبيل غالاباغوس |
| 0°58′S 91°0′W / 0.967°S 91.000°W   | المحيط الهادئ             | |
| 60°0′S 91°0′W / 60.000°S 91.000°W  | المحيط الجنوبي            | Passing just west of جزيرة بطرس الأول, المطالب الإقليمية بالقارة القطبية الجنوبية by النرويج (at 68°47′S 90°43′W / 68.783°S 90.717°W) |
| 72°32′S 91°0′W / 72.533°S 91.000°W | القارة القطبية الجنوبية   | المطالب الإقليمية بالقارة القطبية الجنوبية |